# Marcel Imhoff
Marcel Imhoff, né le 5 mai 1924 à Lausanne en Suisse et mort le 14 mai 1979 à Clichy en France, est un acteur suisse.

## Biographie
Marcel Imhoff est le fils de Louis Constant et de Marguerite Marie Bättig. Après des études de littérature à l'université de Lausanne et une formation au conservatoire de la ville, Marcel Imhoff travaille dans plusieurs compagnies théâtrales dont le Centre dramatique romand de 1959 à 1968, à la Comédie de Genève à partir de 1964 jusqu'à sa mort, et au Théâtre de Carouge de 1968 à 1975.
Patrice Chéreau fait appel à lui en 1973 pour ses créations théâtrales et cinématographiques. Il vit dès lors presque exclusivement en France où il meurt en 1979 à l'hôpital Beaujon à Clichy.

## Filmographie

### Cinéma
- 1967 : L'Inconnu de Shandigor de Jean-Louis Roy
- 1970 : Valparaiso, Valparaiso de Pascal Aubier
- 1974 : France société anonyme d'Alain Corneau : Sauboc
- 1974 : La Chair de l'orchidée de Patrice Chéreau : le directeur de l'asile
- 1976 : L'Alpagueur de Philippe Labro : le directeur de cabinet
- 1977 : Le Diable dans la boîte de Pierre Lary
- 1977 : La Vocation suspendue de Raoul Ruiz
- 1978 : Judith Therpauve de Patrice Chéreau : Pierre Damien
- 1980 : La Machine panoptique (court métrage) de Pascal Kané

### Télévision
- 1966 : La Dame d'outre-nulle part de Jean-Jacques Lagrange : Sumlay
- 1972 : Les Dernières Volontés de Richard Lagrange de Roger Burckhardt
- 1973 : Le Déserteur d'Alain Boudet
- 1975 : Messieurs les jurés : L'Affaire Marquet de Serge Witta
- 1977 : Un juge, un flic (saison 1, épisode : Le Crocodile empaillé) de Denys de La Patellière
- 1979 : Madame Sourdis de Caroline Huppert : Morand